# 武田武彦
武田 武彦（たけだ たけひこ、1919年1月21日 - 1998年以後）は、日本の作家、翻訳家、アンソロジスト。

## 人物・来歴
東京出身。早稲田大学専門部政経学科卒。別名に蘭 妖子。
詩人の岩佐東一郎の紹介で岩谷満と知りあいになり、岩谷の刊行していた『宝石』の編集長となり推理小説を書く。
戦後は子供向けリライトやアンソロジーを主な仕事とした。熱心な宝塚歌劇のファンでもあった。

## 著書
- 『子供にきかす兼好法師物語』（丹生きみを絵、杉並書店） 1941
- 『踊子殺人事件 附・恐怖の時計』 (岩谷書店、岩谷文庫） 1946
- 『白骨少年』（教養社、冒険探偵小説叢書） 1947.6
- 『黒バラの怪人』 (ポプラ社、探偵・冒険小説傑作選） 1956
- 『マンガ研究生』（ソノラマ文庫） 1977.5

### 漫画原作
- 『世界少年隊』（吉田竜夫・絵、おもしろブック）1957.8～

- 『赤い狼』 (田中雅子劇画、創美社、マーガレットレインボー・コミックス） 1976.9

### アンソロジー編纂
- 『海外ミステリー傑作選』（編、集英社文庫、コバルトシリーズ） 1978.3
- 『怪奇ファンタジー傑作選 海外版』（編、集英社文庫、コバルトシリーズ） 1979.8
- 『タカラヅカグラフィティ』（橋倉正信共編、集英社文庫、コバルトシリーズ） 1981.10
- 『メランコリックな犯罪 海外ミステリー傑作選2』（編、集英社文庫、コバルトシリーズ） 1981.5
- 『怪異ラブ・ロマン集 中国のコワーイ・ショートショート』 (集英社文庫、コバルトシリーズ） 1983.5
- 『お笑いショート・ショート集 ヤング寄席』（編、集英社文庫、コバルトシリーズ） 1984.8

## 翻訳・再話
- 『呪われた宝石』 (ウィルキー・コリンズ、岩井泰三絵、偕成社、世界名作文庫） 1956
- 『とうめい人間』 (H・G・ウェルズ、白井哲絵、偕成社、名作冒険全集） 1957
- 『ゆうれい船』 (エドガー・アラン・ポオ、武部本一郎絵、偕成社、名作冒険全集） 1958
- 『黒衣の花嫁』 (コーネル・ウールリッチ、伊勢田邦彦絵、偕成社、世界科学・探偵小説全集） 1966
- 『妖女 / 死人の家 ロシアの怪奇名作』 (ゴーゴリ、斎藤寿夫絵、偕成社、世界の怪奇名作） 1973
- 『夜歩くもの オオカミ男殺人事件』 (ディクスン・カー、春陽堂少年少女文庫、推理名作シリーズ） 1979.7

### コナン・ドイル
- 『地球さいごの日』 (コナン・ドイル、藤尾毅絵、偕成社、名作冒険全集） 1957
- 『名探偵ホームズ まぼろしの犬』 (ドイル、偕成社、名作冒険全集)  1958
- 『名探偵ホームズ 3 消えた地獄船』 (ドイル、伊勢田邦彦絵、偕成社、名作冒険全集） 1959
- 『名探偵ホームズ まだらの紐』 (ドイル、山野辺進絵、偕成社、世界推理・科学名作全集)  1962
- 『名探偵ホームズ 5 四つの暗号』（ドイル、偕成社） 1966
- 『名探偵ホームズ 11 姿なきスパイ』（ドイル、偕成社） 1967
- 『シャーロック・ホームズの冒険』(ドイル、 斎藤寿夫絵、旺文社ジュニア図書館） 1969
- 『のろいの魔犬 名探偵ホームズ』 (ドイル、柳瀬茂絵、偕成社、冒険探偵シリーズ） 1974
- 『シャーロック・ホームズの冒険 2 (幽霊やしき) 』(ドイル、春陽堂少年少女文庫、世界の名作・日本の名作) 1977.1
- 『シャーロック・ホームズの冒険 3 (赤い文字のなぞ)』 (ドイル、春陽堂少年少女文庫、世界の名作・日本の名作) 1978.4
- 『シャーロック・ホームズの冒険 6 (怪船グロリア号)』 (ドイル、春陽堂少年少女文庫、世界の名作・日本の名作) 1980.1
- 『シャーロック・ホームズの冒険 9 (恐怖の谷)』 (ドイル、春陽堂少年少女文庫、世界の名作・日本の名作) 1980.10
- 『シャーロック・ホームズの冒険 7 (消えた秘密文書) 』(ドイル、春陽堂少年少女文庫、世界の名作・日本の名作) 1980.4
- 『シャーロック・ホームズの冒険 8 (ゆうかい犯人)』 (ドイル、春陽堂少年少女文庫、 世界の名作・日本の名作) 1980.6
- 『シャーロック・ホームズの冒険 10 (三枚の試験用紙)』 (ドイル、春陽堂少年少女文庫、世界の名作・日本の名作) 1982.1
- 『シャーロック・ホームズの冒険 11 (ボール箱の耳) 』(ドイル、春陽堂少年少女文庫、世界の名作・日本の名作) 1982.1
- 『シャーロック・ホームズの冒険 12 (悪魔の足) 』(ドイル、春陽堂少年少女文庫、世界の名作・日本の名作) 1982.2